# Ловера-Чеолини (Порденоне)
Ловера-Чеолини је насеље у Италији у округу Порденоне, региону Фурланија-Јулијска крајина.
Према процени из 2011. у насељу је живело 67 становника. Насеље се налази на надморској висини од 76 м.